# Yuka Murayama
Yuka Murayama (?, 村山由佳, Murayama Yuka; Tokyo, 10 luglio 1964) è una scrittrice giapponese.

## Biografia
Yuka Murayama è nata a Tokyo il 10 luglio 1964. 
Dopo la laurea in lettere alla Rikkyo University ha lavorato come agente immobiliare e docente in una "cram school", un istituto di preparazione agli esami.
Ha esordito nel 1993 con il romanzo vincitore del Subaru Literary Newcomer Prize Enjerusu eggu che verrà trasposto in pellicola nel 2006.
Tra i riconoscimenti ottenuti il più prestigioso è stato il Premio Naoki del 2003 per il romanzo Hoshiboshi no fune.

## Opere principali
- Enjerusu eggu (1993)
- Kimi no tame ni dekiru koto (1998)
- Hoshiboshi no fune (2003)
- Daburu fantaji (2009)
- La stanza del kimono (Hanayoi, 2012), Milano, Piemme, 2016 traduzione di Laura Testaverde ISBN 978-88-566-5397-7.

## Adattamenti

### Cinema
- Kimi no tame ni dekiru koto, regia di Tetsuo Shinohara (1999)
- Tenshi no tamago, regia di Shin Togashi (2006)

### Televisione
- Double Fantasy Serie TV (2018)

## Premi e riconoscimenti
- Subaru Literary Newcomer Prize: 1993 vincitrice con Enjerusu eggu
- Premio Naoki: 2003 vincitrice con Hoshiboshi no fune
- Shibata Renzaburo Prize: 2009 vincitrice con Daburu fantaji
- Chuokoron Literary Prize: 2009 vincitrice con Daburu fantaji